# Browningia amstutziae
Browningia amstutziae är en kaktusväxtart som först beskrevs av Werner Rauh och Curt Backeberg, och fick sitt nu gällande namn av Hutchison och Krainz. Browningia amstutziae ingår i släktet Browningia och familjen kaktusväxter. Inga underarter finns listade i Catalogue of Life.